# Marcin Królikowski
Marcin Królikowski (ur. 1974 w Warszawie) – polski poeta.

## Nagrody
Laureat ogólnopolskich konkursów poetyckich i literackich, m.in.: 
- OKL im. Mieczysława Stryjewskiego - I nagroda w 2015 w kategorii poezja[1] i II nagroda 2017 w kategorii proza[2]
- KP im. Rodziny Wiłkomirskich - III nagroda 2015[3], I nagroda 2016[4] i II nagroda 2017[5]
- OKP „O Granitową Strzałę” - II miejsce w 2016[6] i I miejsce w 2017[7]
- OKP „O liść konwalii” im. Zbigniewa Herberta - III nagroda w 2016[8]
- OKP im. Michała Kajki - II nagroda w 2016[9]
- KP im. Jana Kulki - nagroda w 2016
- OKP im. Zygmunta Krukowskiego - I nagroda 2016
- OKH „Wiśnie i Wierzby” - III nagroda 2017[10]
- jego książka Opowieść dwunastopiętrowa. Grozy Poetyckie kandydowała (z 5. wybranych przez jury) do Nagrody im. K. Iłłakowiczówny za debiut roku 2017[11]
- laureat nagrody w Konkursie Literackim Miasta Gdańska im. Bolesława Faca za rok 2018 za pracę Nieludzka ręka[12]
- 37. Turniej Małych Form Satyrycznych Bogatynia 2020 - II miejsce w konkursie na tekst satyryczny[13]

## Książki, publikacje
książki poetyckie:
- Opowieść dwunastopiętrowa. Grozy poetyckie (Wydawnictwo Anagram, Warszawa 2017)
- Nieludzka ręka (Wydawnictwo w Podwórku, Gdańsk 2019)[14]

inne:
- jeden z autorów antologii opowiadań Droga - granica - chleb wydanej w 2018 zawierającej również opowiadania m.in. Tomasza Leśniowskiego, Karola Maliszewskiego, Zbigniewa Kruszyńskiego i Olgi Tokarczuk[15]

- pomysłodawca i autor większości wierszy w zbiorze Odeszli (wydanej w 2020 przez Stowarzyszenie Kreatywny Sieradz, poświęconej sieradzkim Żydom) zawierającej również wiersze Anety Kolańczyk, Izabeli Fietkiewicz-Paszek oraz poetek z Grupy Poetyckiej DESANT[16]
- publikacje m.in. w biBLiotece, Frazie, Toposie i Wakacie

O jego twórczości pisali m.in.: Jerzy Alski, Anna Dominiak, Krzysztof Kleszcz, Piotr Wiktor Lorkowski i Leszek Żuliński.